# Tapajoleskia taurea
Tapajoleskia taurea är en tvåvingeart som beskrevs av Townsend 1934. Tapajoleskia taurea ingår i släktet Tapajoleskia och familjen parasitflugor. Inga underarter finns listade i Catalogue of Life.